# Вулиця Тараса Шевченка (Калуш)
Вулиця Тараса Шевченка — розташована в центральній частині міста Калуша. Пролягає від вул. С.Бандери до вул. П. Ковжуна. До вулиці Шевченка прилучаються вул. Д.Січинського та Костельна і площа Героїв.

## Історія
Одна з найдавніших вулиць Калуша з назвою Валова. Давня назва свідчила про розташування вулиці на колишніх оборонних валах міста. Під час польської окупації перейменована на вулицю Ожешко (а нинішній Майдан Конституції носив назву площа Смольки), після якої вулиця отримала нинішню назву. Територія справа (від перехрестя з вулицею Січинського) до Українського народного дому (тепер — РБК) до 1966 року називалася сквером Шевченка і тут стояв пам'ятник Кобзареві, поки дане місце не вибрала собі комуністична влада для розміщення райкому КПРС. Тоді рішенням райвиконкому № 107 18.03.1966 розташовану наприкінці вулиці справа площу 40-років ВЛКСМ перейменували на площу Шевченка, знесли встановлений там за 8 років до того пам'ятник комсомолу, а на його місце перенесли пам'ятник Шевченку.

## Сьогодення
В наші дні на вулиці Шевченка переважає забудова доби Австро-Угорщини і Польщі. Лише два будинки на даній вулиці житлового призначення. Решта будівель — це заклади культури та державні установи, а також є одна культова споруда. Вулиця Шевченка поєднана з центральною площею Калуша (площею Героїв) пішохідною зоною. На початку 2000-их рр. на вулиці відбулися кардинальні зміни: було проведено реставрацію фасаду Районного будинку культури (колишнього Українського народного дому) та костелу Св. Валентина, реконструйовано сквер ім. Т. Шевченка. Також в цей час розпочато перебудову міської ратуші, яка була згодом заморожена. На початку 2010-их рр. було реставровано концертний зал після масштабної пожежі, проте він досі не функціонує. В середині 2000-их рр. на вул. Шевченка зведено 3-поверховий житловий будинок (навпроти міської друкарні).
На вулиці Шевченка розташований так званий Майдан Конституції, про що донедавна інформував пам'ятний камінь, хоча жодного відношення дана вулиця до прийняття Конституції України не має.

## Пам'ятник Тарасу Григоровичу Шевченку
Новий пам'ятник Шевченкові в Калуші було відкрито в 1997 році. Автором монументу став скульптор Ярослав Скакун. Для виготовлення пам'ятника використано бронзу, закуплену комуністами коштом міського бюджету для заміни бетонного монумента Леніна бронзовим семиметровим ідолом (також тої бронзи вистачило і на пам'ятник Степанові Бандері в Старому Угринові). В ті роки на Галичині закінчувався бум на пам'ятники Шевченкові, який почався в 1989 році, коли святкували 175-ту річницю від дня народження Кобзаря, тоді в Івано-Франківській області з'явилося близько двох десятків монументів та три пам'ятні дошки — в Богородчанах, Болехові та Івано-Франківську. В 1997 році, коли в Калуші було відкрито новий пам'ятник Шевченкові, старий монумент було вирішено передати в подарунок місту Сімферополю. Великих зусиль коштувало домовитися про його встановлення там, зате надалі пам'ятник став символом для гуртування української громади Сімферополя, залишився ним також і після окупації Криму.

## Фотогалерея

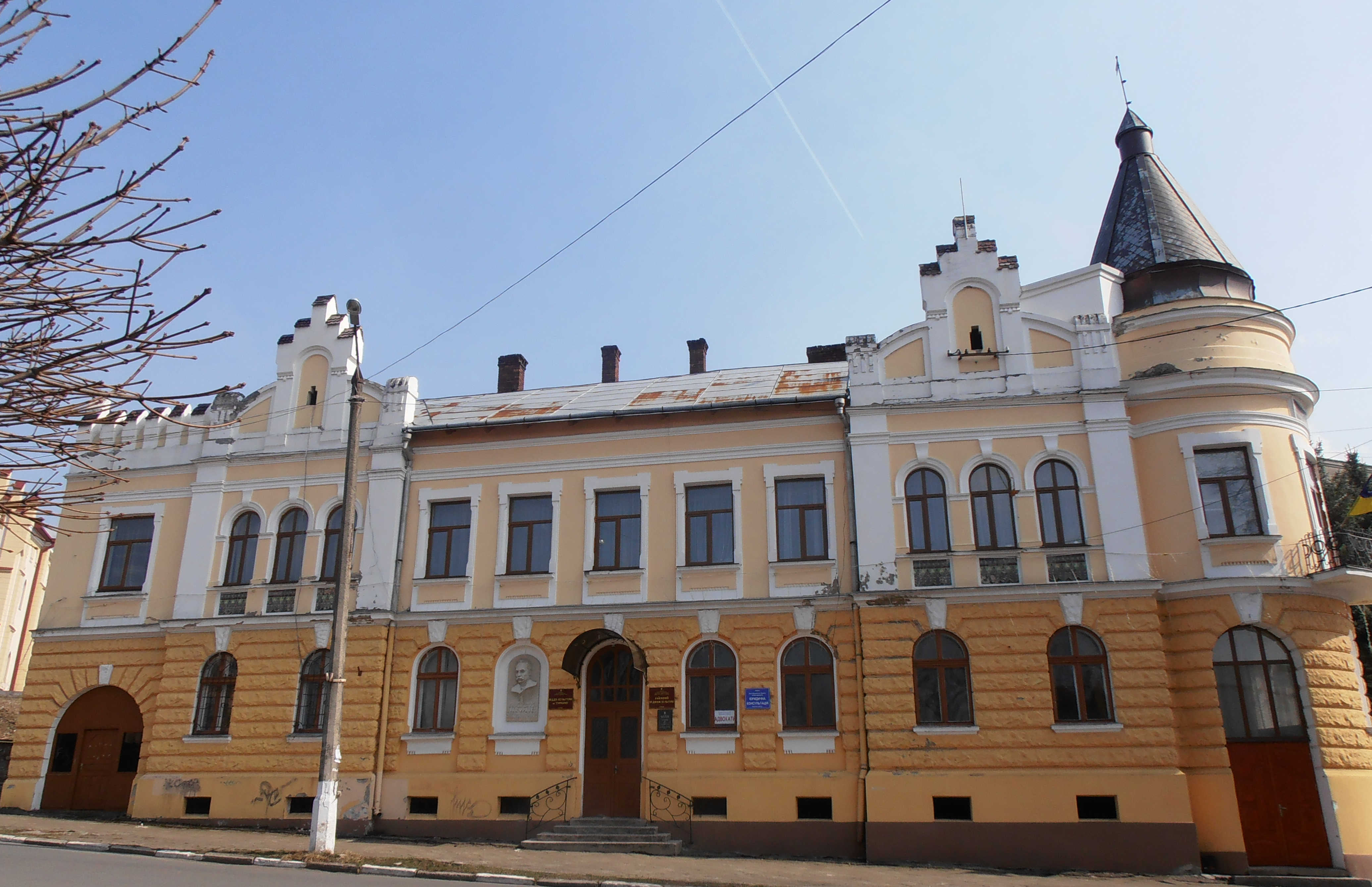
Районний будинок культури
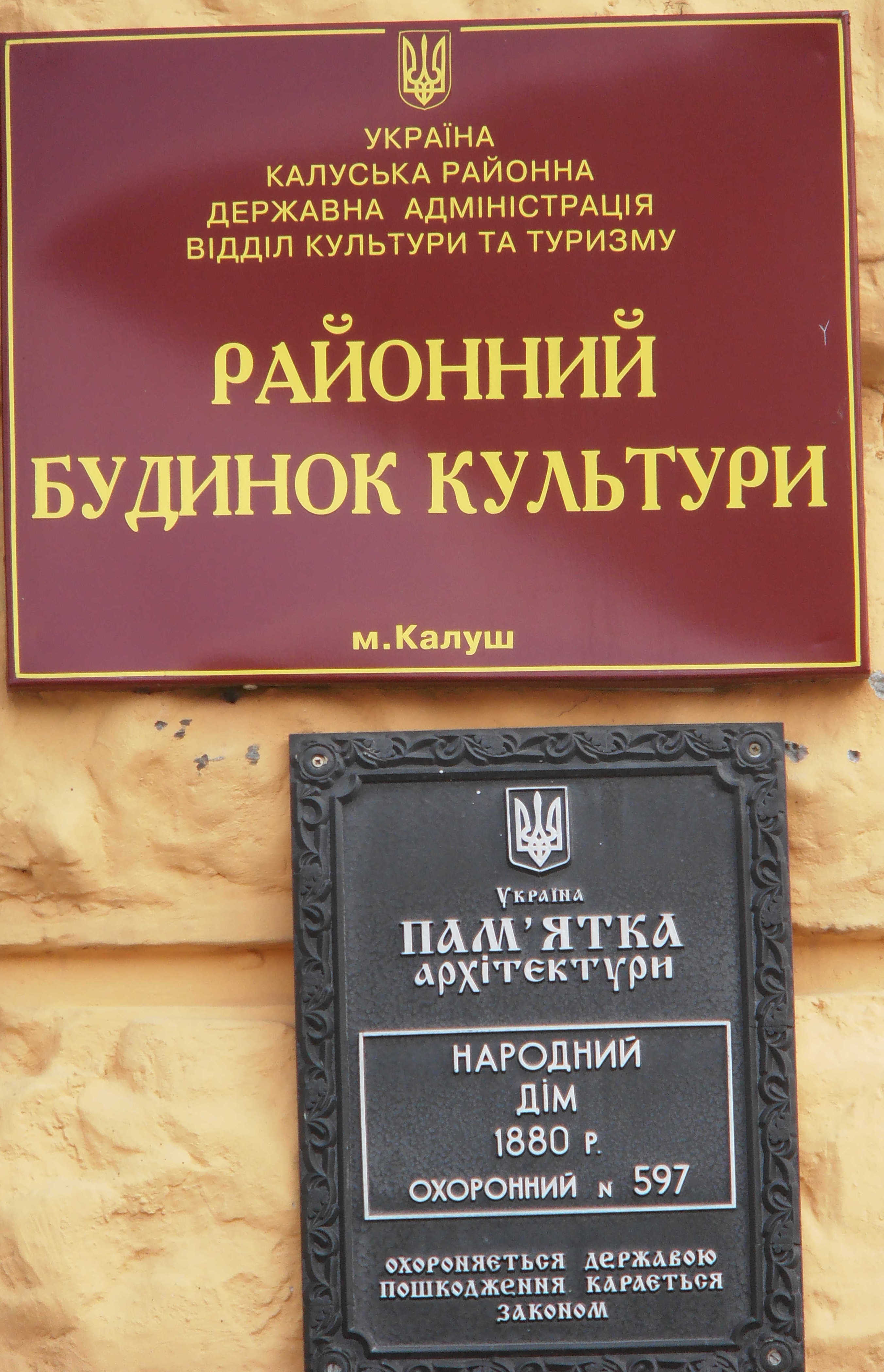
Охоронна дошка
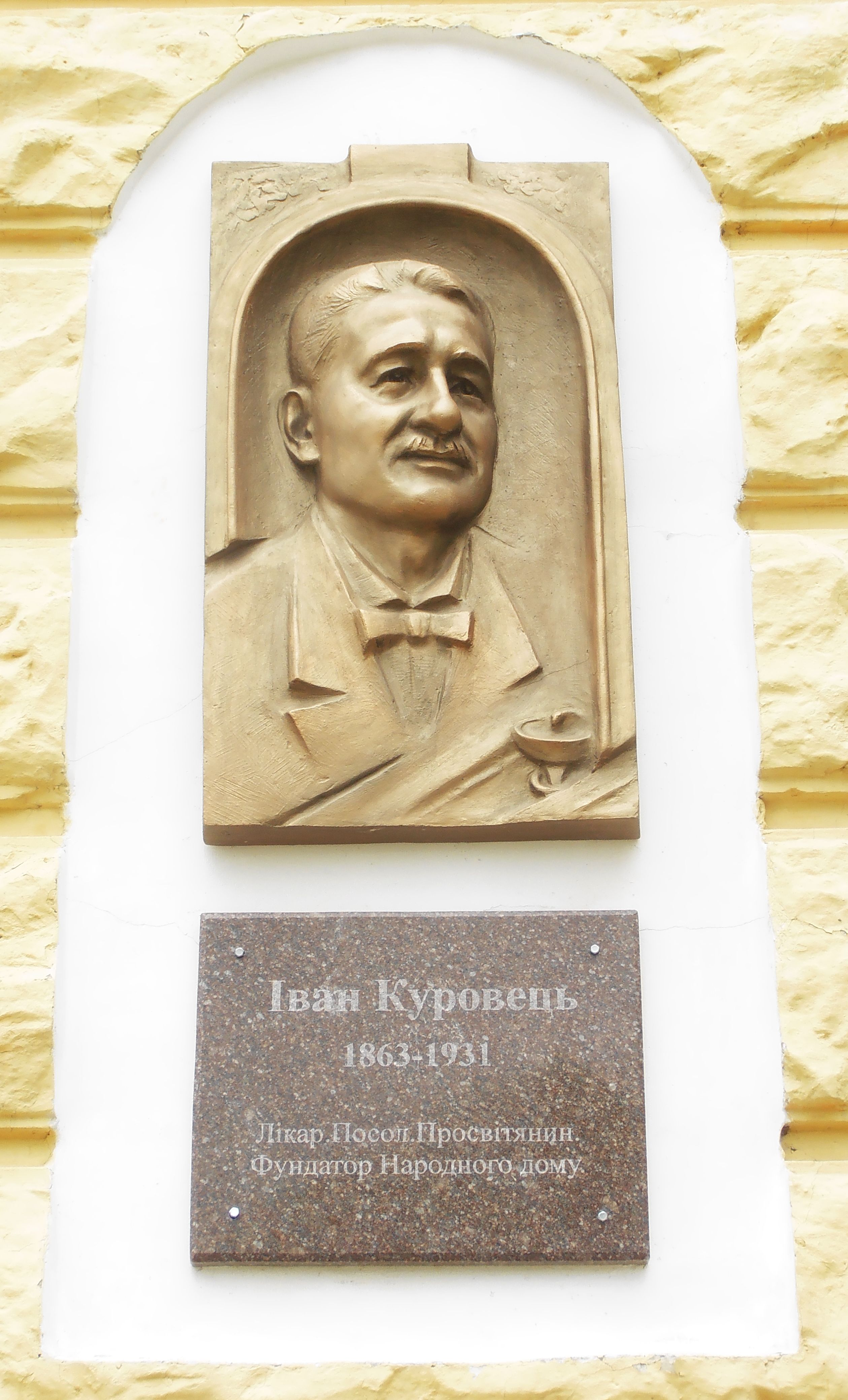
Барельєф Куровця
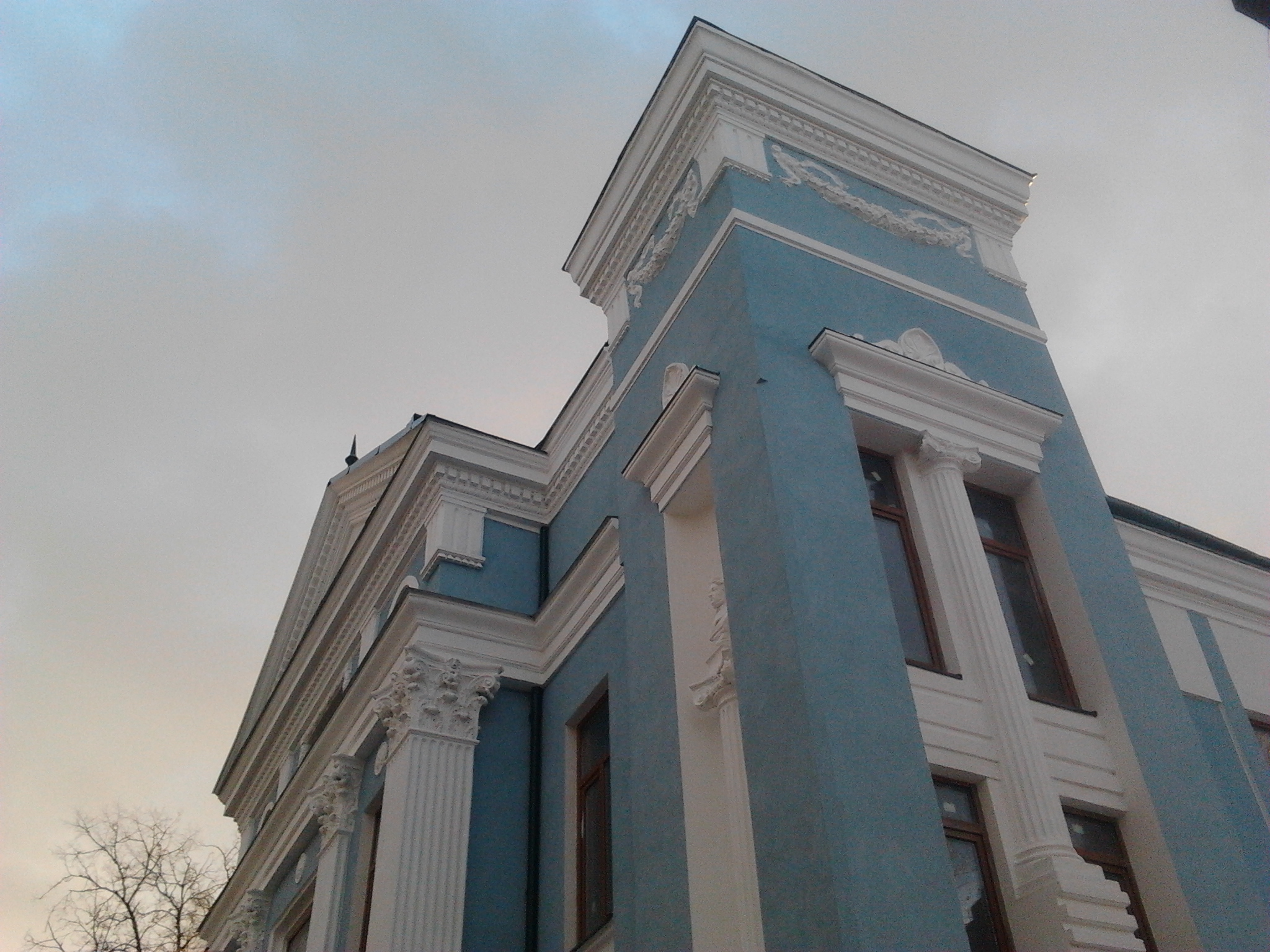
Концертний зал
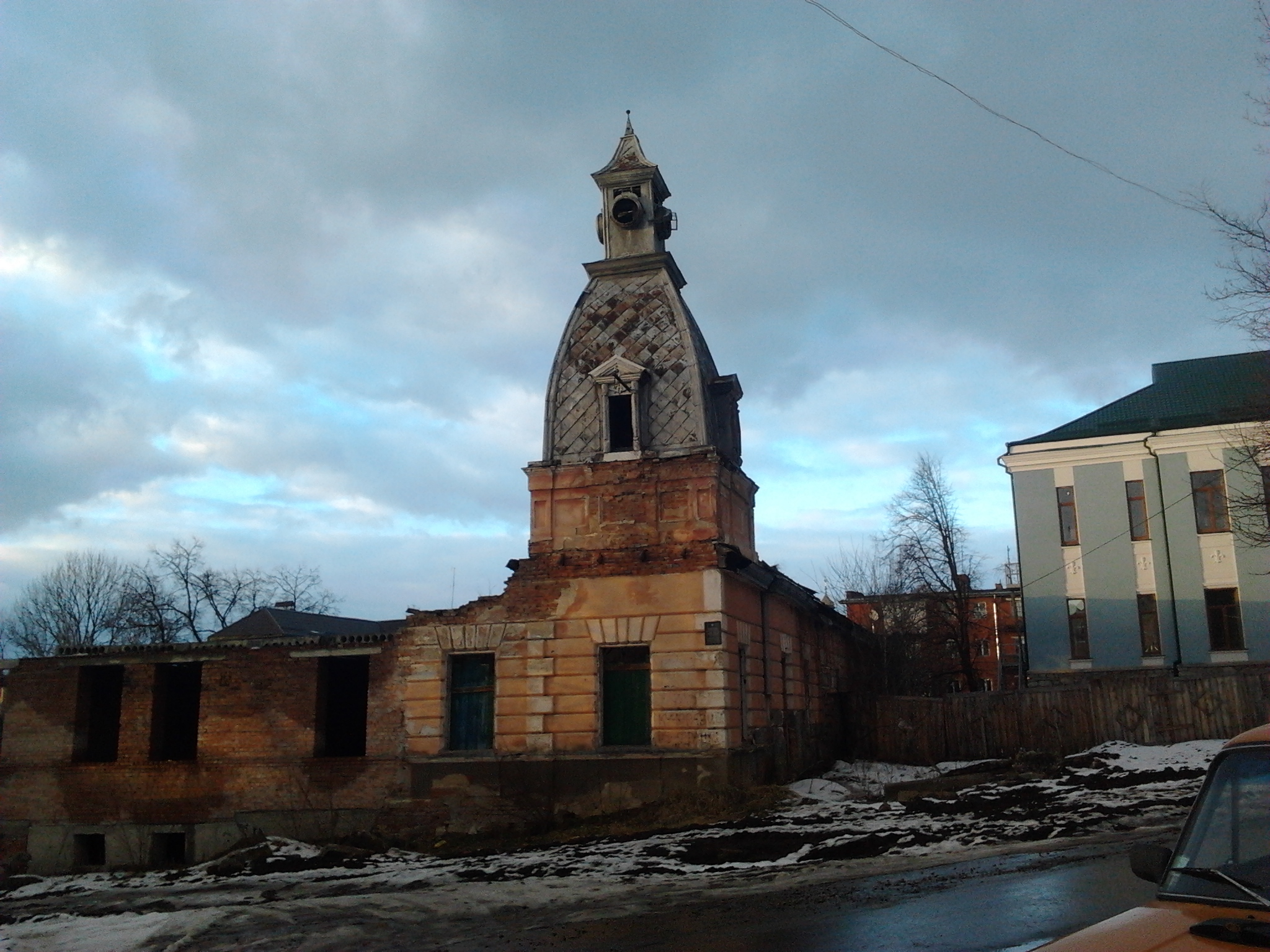
Міська ратуша
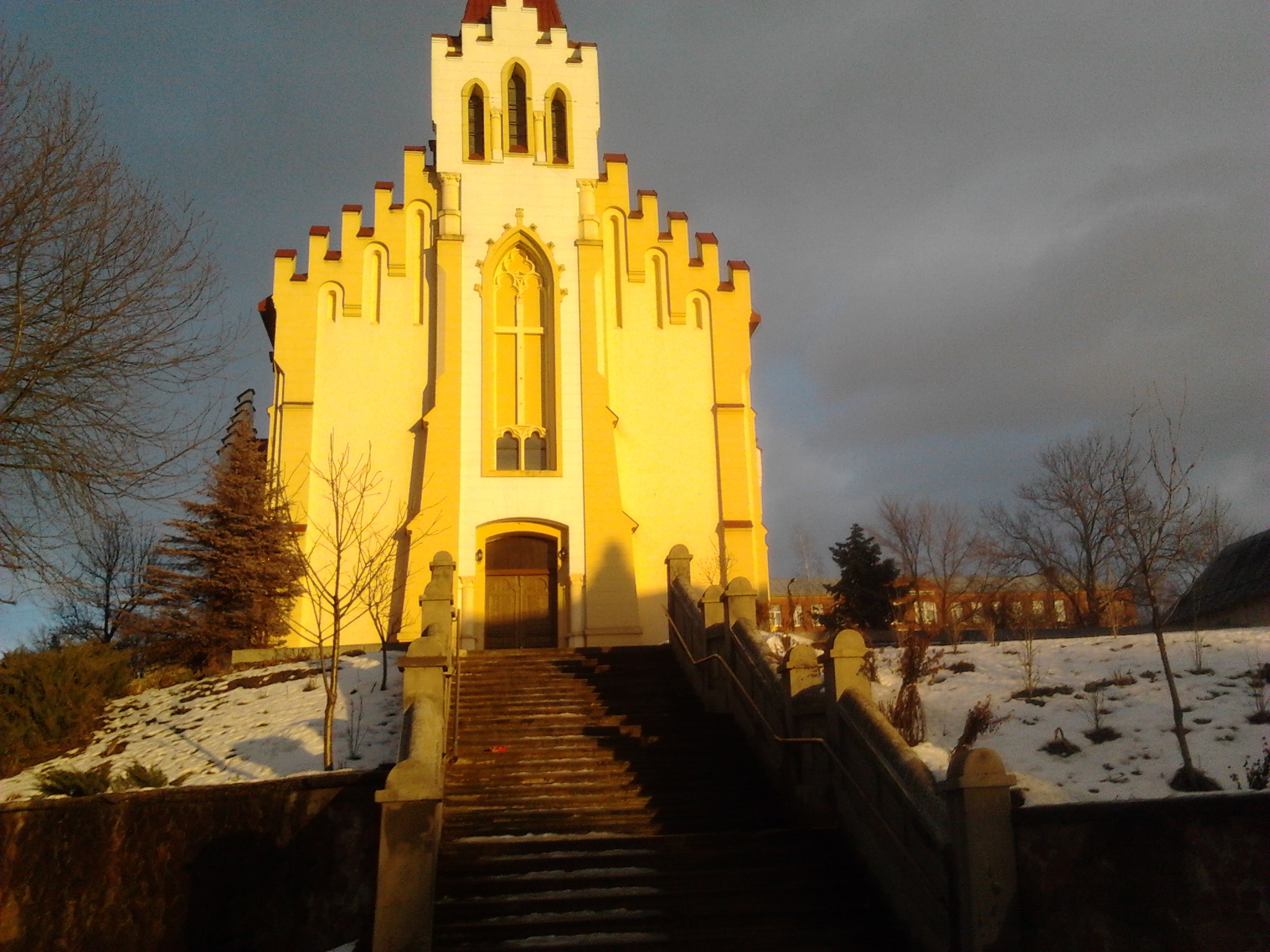
Костел Св. Валентина
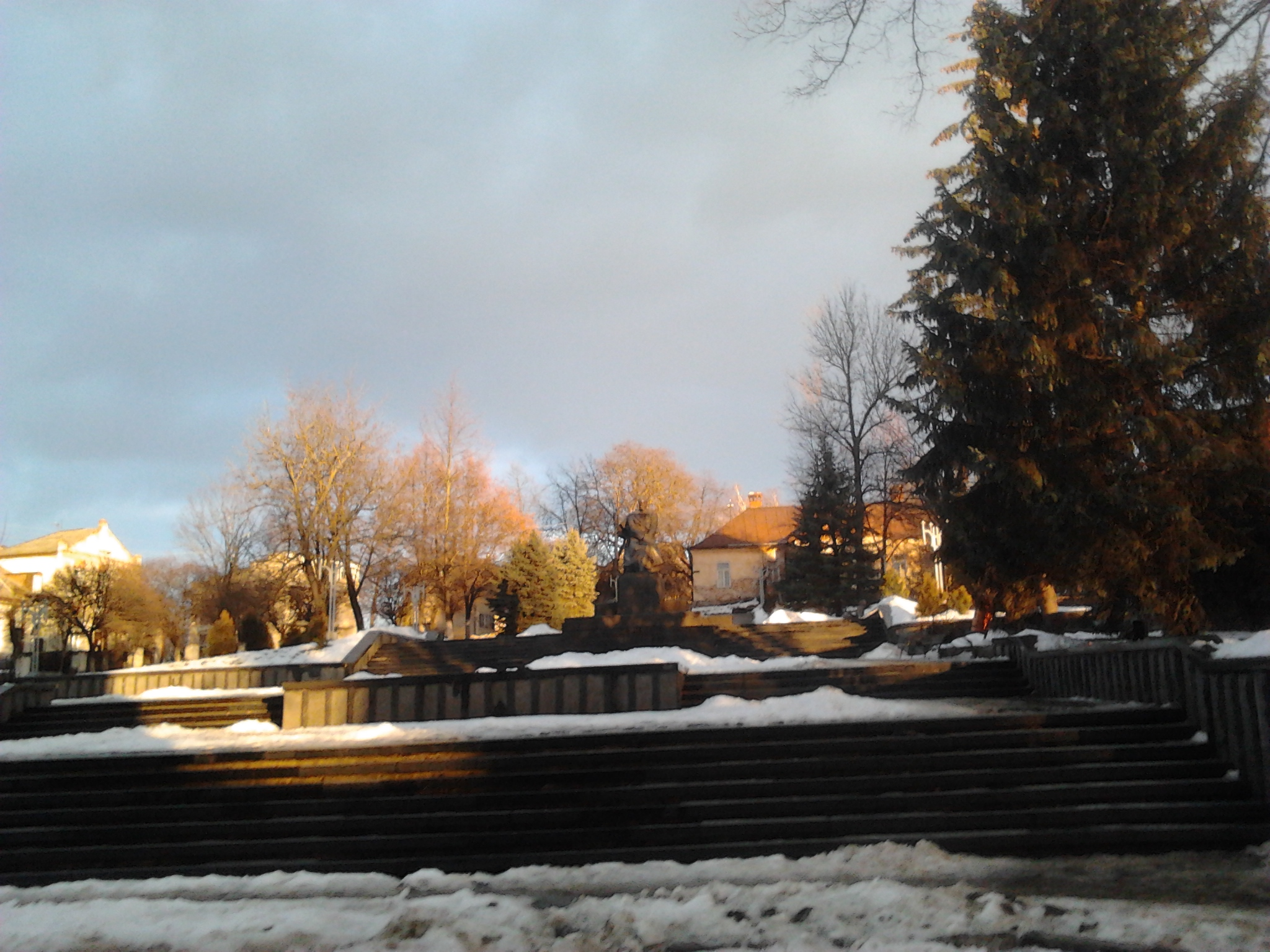
Однойменний сквер на вулиці Шевченка
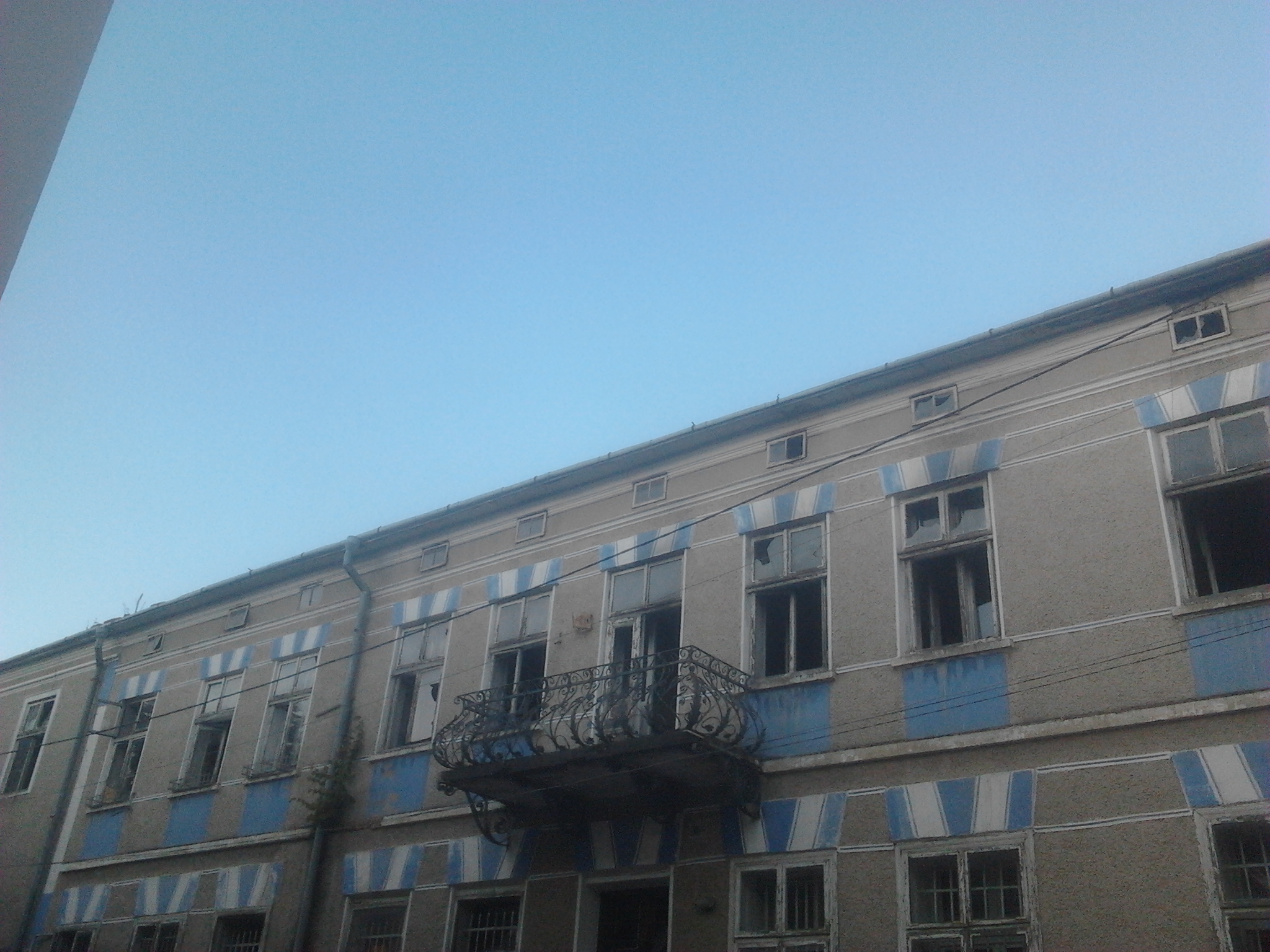
Міська друкарня